# Бровченко Валерій Васильович
Валерій Васильович Бровченко (нар. 10 лютого 1948) — радянський футболіст, що виступав на позиції захисника у низці українських клубів класу «Б» і другої ліги. Після закінчення кар'єри футболіста — футбольний арбітр і дитячий футбольний тренер.

## Клубна кар'єра
Валерій Бровченко розпочав займатися футболом у групів підготовки вінницького «Локомотива». Дебютував у команді майстрів молодий футболіст у 1966 році в команді радянського класу «Б» «Колгоспник», який наступного року перейменували в «Дніпро». У цій команді Бровченко виступав протягом 3 років, а в 1969 році став гравцем команди другої групи класу «А» «Зірка» з Кіровограда, в якій грав протягом року. У 1970 році Валерій Бровченко став гравцем команди другої ліги «Локомотив» з Вінниці. У команді він швидко став одним із основних захисників та найвідоміших гравців. У 1974 році Бровченка призвали до лав Радянської Армії. Службу він проходив у на той час армійській команді СК «Луцьк», і вже на початку 1975 року він покинув луцьку команду. З 1975 року Валерій Бровченко знову грає за вінницький «Локомотив» аж до завершення виступів на футбольних полях у 1978 році.

## Після завершення кар'єри футболіста
Після завершення виступів у професійних командах Валерій Бровченко протягом кількох років був граючим тренером вінницької аматорської команди «Інтеграл». У 1990 році Валерій Бровченко розпочав кар'єру футбольного арбітра. Першим проведеним матчем для Бровченка став матч другої ліги між командами «Колос» (Нікополь) і «Океан» (Керч). Усього Валерій Бровченко провів як головний арбітр 52 матчі, із них 1 у другій лізі СРСР, 39 у першій українській лізі, 6 у другій українській лізі та 6 у Кубку України, 93 матчі як асистента головного арбітра. Тривалий час Бровченко працював у Вінниці дитячим футбольним тренером, проте школу, де працював Бровченко, раптово закрили, і він залишився без роботи.

## Особисте життя
Син Валерія Бровченка, Віктор Бровченко, також був футболістом, грав за низку клубів вищих дивізіонів України та інших країн. у тому числі й за вінницьку «Ниву».>